# Ngô Kính Tử
Ngô Kính Tử (giản thể: 吴敬梓; phồn thể: 吳敬梓; bính âm: Wú Jìngzǐ) (1701 - 1754) tự là Mẫn Hiên, hiệu Lạp Dân, về già lại lấy hiệu là Văn Mộc lão nhân, là tác gia tiêu biểu cho chủ nghĩa hiện thực thời nhà Thanh. Ông quê gốc ở Toàn Tiêu, An Huy sau đó di cư lên Nam Kinh, Giang Tô, thường tự xưng là Tần Hoài ngụ khách.

## Cuộc đời
Ngô Kính Tử xuất thân trong một gia đình khoa bảng truyền thống, tổ phụ là Ngô Đán đỗ giám sinh, bá thúc tổ là Ngô Thịnh và Ngô Bính đỗ tiến sĩ cập đệ. Cha Ngô Kính Tử là Ngô Lâm Khởi đỗ bát cống thời Khang Hy, từng giữ chức giáo dục huyện Cống Du (Giang Tô). Thuở thiếu thời ông đã nổi tiếng văn hay, năm 18 tuổi đã đi thi tú tài, tuy nhiên ông hết sức chán ghét công danh khoa cử. Không đầy mười năm, ruộng đất gia sản bán sạch, đến tháng 2 năm Ung Chính thứ 11 (1733) phải di cư lên Nam Kinh, sống bên cạnh sông Tần Hoài tự xưng là Tần Hoài ngụ khách (khách ngụ ở Tần Hoài).
Năm Càn Long thứ nhất (1736), Tuần vũ An Huy Triệu Quốc Lân, Giang Ninh tuần đạo Đường Thời Lâm và Học chính Trịnh Giang tiến cử Ngô Kính Tử lên Bắc Kinh dự khoa thi Bác học hồng từ, Ngô Kính Tử từ chối. Cuối đời ông sống rất nghèo khổ, chủ yếu dựa vào bán văn và giúp đỡ của bạn bè. Tuy vậy Ngô Kính Tử sống rất hiên ngang, ngạo nghễ, như Trình Tấn Phương trong Văn Mộc tiên sinh truyện đã viết: Mỗi niên nhất đáo đông thiên, khí ôn khổ hàn, dữ bằng hữu xuất thành Nam môn, nhiễu thành điệp hành số thập lý, ca ngâm khiếu hô, tương dữ ứng hoà, đãi minh, nhập Thủy Tây môn, các đại tiếu tán khứ, dạ dạ như thị, vi chi "noãn túc" (Mỗi năm cứ đến mùa đông, khí trời rét buốt, cùng bạn bè ra cửa thành phía Nam, dạo quanh thành hàng chục dặm, ngâm nga hò hét, đi dạo dưới trăng, vào Thủy Tây môn, cùng nhau cười vang rồi mới chia tay, đêm nào cũng vậy, gọi là đi cho "ấm chân" (noãn túc)).
Năm Càn Long thứ 19 (1754), Ngô Kính Tử đến Dương Châu (Giang Tô) thăm bạn, cùng với Vương Hữu Tằng uống rượu cho đỡ rét thì đột ngột qua đời vào ngày 11 tháng 1, thọ 54 tuổi. Bạn bè Ngô Kính Tử đưa thi hài ông mai táng ở Thang Lương Sơn, Nam Kinh. Hồ Thích trong cuốn Ngô Kính Tử truyện viết: An Huy đích đệ nhất đại văn hào, bất thị Phương Bao, bất thị Lưu Đại Khôi, dã bất thị Diêu Nãi, thị Toàn Tiêu đích Ngô Kính Tử (Đệ nhất đại văn hào ở An Huy không phải Phương Bao, không phải Lưu Đại Khôi, cũng không phải là Diêu Nãi mà chính là Toàn Tiêu Ngô Kính Tử).
Ngô Kính Tử có ba người con, con trưởng Ngô Lãng là nhà số học, tác giả của Chu Bễ toán kinh, bổ chú.

## Tác phẩm
- Nho lâm ngoại sử: đây là tác phẩm nổi tiếng nhất của Ngô Kính Tử, nội dung châm biếm và đả kích sâu cay chế độ khoa cử công danh thời phong kiến. Ngô Kính Tử đã mất gần 20 năm để hoàn thành, viết xong năm ông 49 tuổi.
- Văn Mộc Sơn phòng thi văn tập: 12 quyển nay còn 4
- Thi Thuyết: 7 quyển nay thất truyền